# 음악은 나의 미래
음악은 나의 미래(Music Is My Future, Musik I Morker)는 스웨덴에서 제작된 잉마르 베리만 감독의 1948년 영화이다. 마이 제털링 등이 주연으로 출연하였고 Lorens Marmstedt 등이 제작에 참여하였다.

## 출연

### 주연
- 마이 제털링

### 조연
- 거너 본스트랜드
- 스베아 홀스트
- Olof Winnerstrand

## 제작진
- 미술: P.A. Lundgren